# Walter H. Moeller

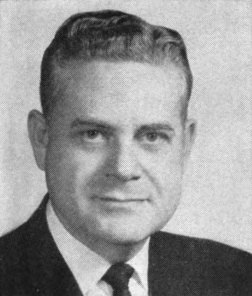
Walter H. Moeller (1965)

Walter Henry Moeller (* 15. März 1910 in New Palestine, Hancock County, Indiana; † 13. April 1999 in Santa Barbara, Kalifornien) war ein US-amerikanischer Politiker. Zwischen 1959 und 1963 sowie nochmals von 1965 bis 1967 vertrat er den Bundesstaat Ohio im US-Repräsentantenhaus.

## Werdegang
Walter Moeller besuchte die öffentlichen Schulen seiner Heimat und danach bis 1935 das Concordia College and Seminary in Springfield (Illinois). Zwischen 1936 und 1942 war er als Geistlicher der Lutheran Church in Decatur tätig. Anschließend übte er bis 1956 die gleiche Tätigkeit in Van Wert und Lancaster (Ohio) aus. Von 1942 bis 1952 war er zudem noch Lehrer am Giffen Junior College in Van Wert. Anfang der 1950er Jahre setzte er neben seiner Tätigkeit als Geistlicher seine eigene Ausbildung zunächst am Defiance College (bis 1951) und dann an der Indiana University (bis 1953) fort. Außerdem betrieb er eine Farm. Politisch schloss er sich der Demokratischen Partei an.
Bei den Kongresswahlen des Jahres 1958 wurde Moeller im zehnten Wahlbezirk von Ohio in das US-Repräsentantenhaus in Washington, D.C. gewählt, wo er am 3. Januar 1959 die Nachfolge des Republikaners Thomas A. Jenkins antrat. Nach einer Wiederwahl konnte er bis zum 3. Januar 1963 zunächst zwei Legislaturperioden im Kongress absolvieren. Diese waren von den Ereignissen der Bürgerrechtsbewegung geprägt. Im Jahr 1959 war er Delegierter auf einer NATO-Konferenz in London. Im Jahr 1962 unterlag er Pete Abele. Zwischen 1963 und 1964 arbeitete Moeller als Assistant to the Director für die Bildungsabteilung der NASA.
Bei den Wahlen des Jahres 1964 wurde Moeller erneut im zehnten Distrikt seines Staates in den Kongress gewählt, wo er am 3. Januar 1965 Abele wieder ablöste. Da er im Jahr 1966 nicht bestätigt wurde, konnte er bis zum 3. Januar 1967 nur eine weitere Amtszeit im Kongress verbringen, die von den Ereignissen des Vietnamkrieges bestimmt war. Zwischen 1967 und 1976 arbeitete Walter Moeller für das Gesundheitsministerium der Vereinigten Staaten in der Abteilung für das Altern. Danach zog er nach Santa Barbara, wo er seinen Ruhestand verbrachte. Dort war er wieder als Geistlicher für verschiedene Kirchen im südlichen Kalifornien tätig. Er starb am 13. April 1999 in Santa Barbara.